# Gare de La Charité
La gare de La Charité est une gare ferroviaire française de la ligne de Moret - Veneux-les-Sablons à Lyon-Perrache. Elle est située sur le territoire de la commune de La Charité-sur-Loire, dans le département de la Nièvre, en région Bourgogne-Franche-Comté.
Ouverte en 1861 par la Compagnie des chemins de fer de Paris à Lyon et à la Méditerranée (PLM), elle est devenue une gare de la Société nationale des chemins de fer français (SNCF), desservie par des trains express régionaux de Bourgogne-Franche-Comté (TER Bourgogne-Franche-Comté).

## Situation ferroviaire
Établie à 199 mètres d'altitude, la gare de La Charité est située au point kilométrique (PK) 226,970 de la ligne de Moret - Veneux-les-Sablons à Lyon-Perrache, entre les gares de Mesves - Bulcy et de La Marche,.

## Histoire

### Gare PLM (1861-1938)

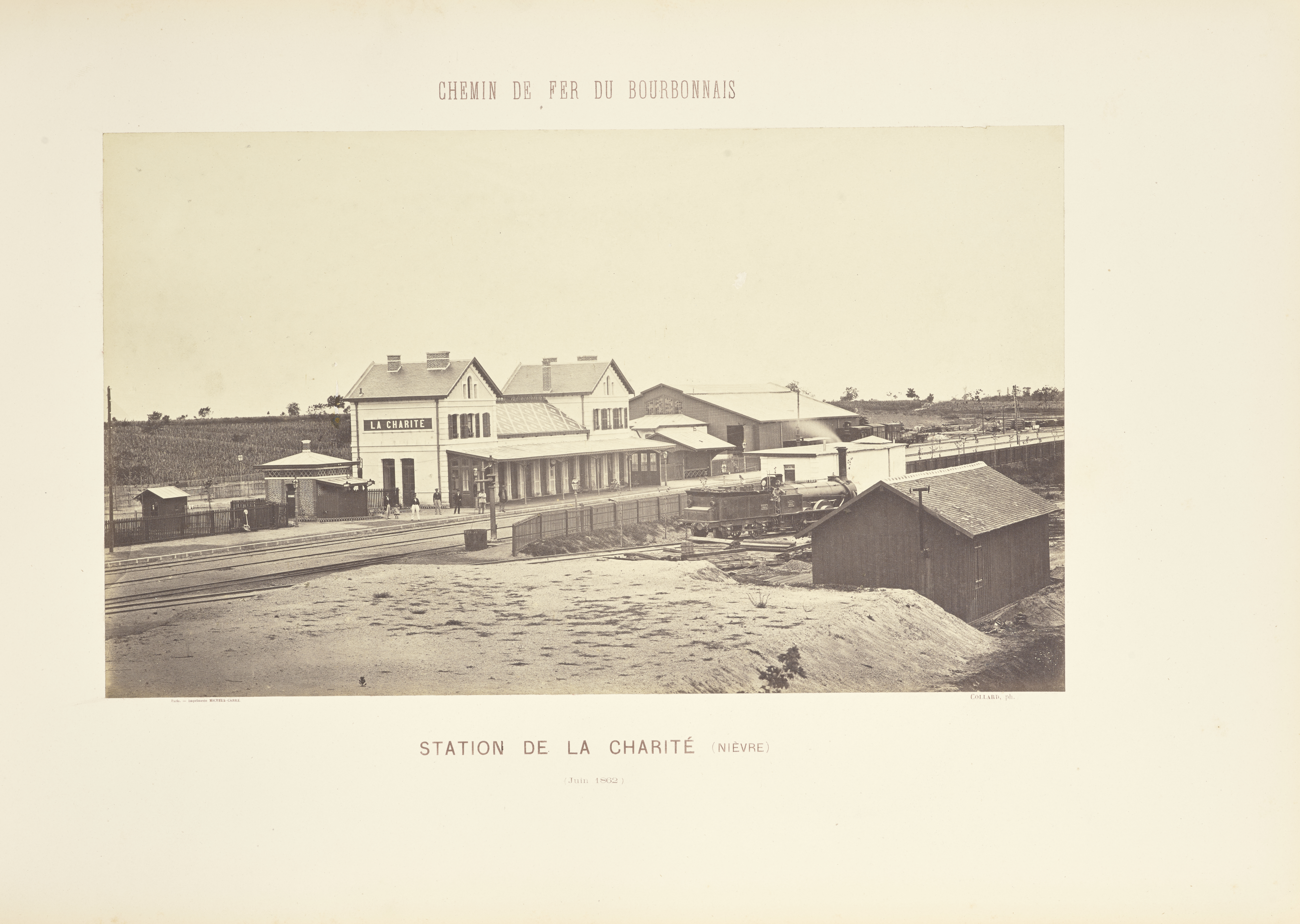
Photographie de la gare par Auguste Hippolyte Collard en juin 1862.

La gare de La Charité est mise en service le 21 septembre 1861 par la Compagnie des chemins de fer de Paris à Lyon et à la Méditerranée (PLM), lorsqu'elle ouvre à l'exploitation les 136 km d'une partie de la première section de sa ligne de Paris à Lyon par le Bourbonnais. Pour desservir la gare, la ligne s'écarte du fleuve en direction des collines, entre la Loire et la Nièvre. En 1862, la gare est « autorisée à accepter les dépêches du public ».
En 1877, la route nationale n°151 a eu besoin de « rechargements extraordinaires d'empierrement » du fait de l'importance des transports de pierres de taille sur les tronçons proches de la gare. Le service signale qu'il faudra encore réapprovisionner la voie en matériaux pour conserver la chaussée en état.
En 1908, l'avenue de la gare, longue de 205 mètres, relie la route nationale n°151 à la cour des marchandises.
En 1911, la gare figure dans la « Nomenclature des gares stations et haltes du PLM ». C'est une gare de passage de la ligne de Moret-les-Sablons à Nîmes, située entre la gare de Mesves - Bulcy et la halte de Tronsanges. La gare est ouverte à l'expédition et à la réception de dépêches privées. Elle dispose des services complets de la grande vitesse (GV) et de la petite vitesse (PV).

Images de la gare dans les années 1900
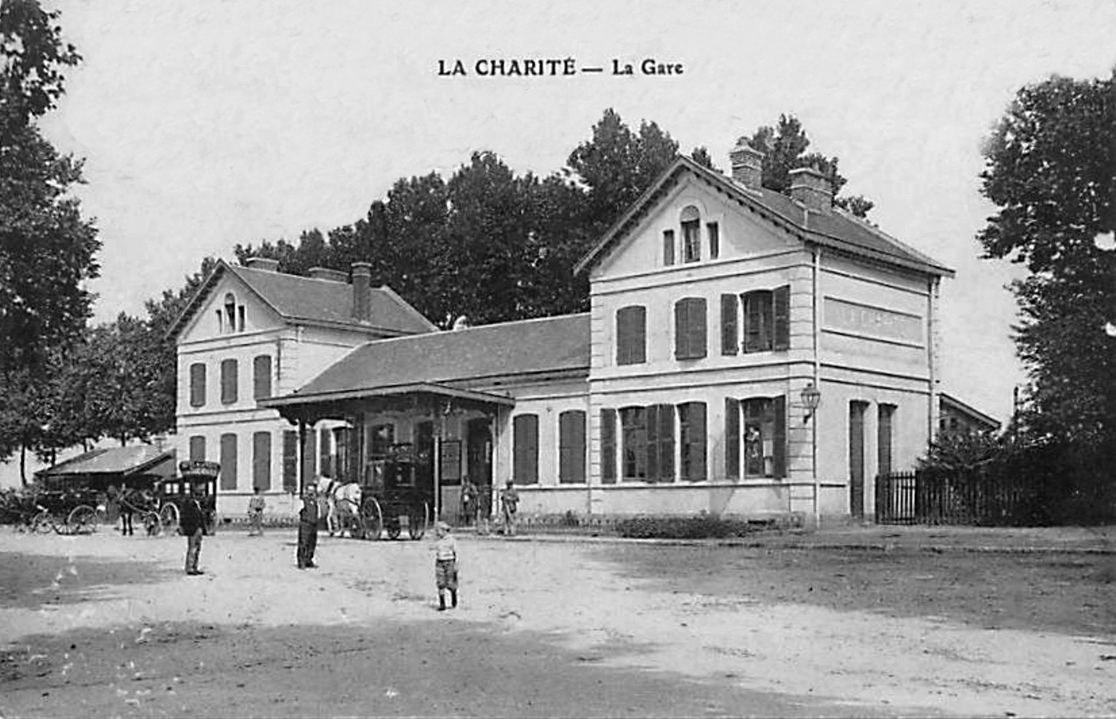
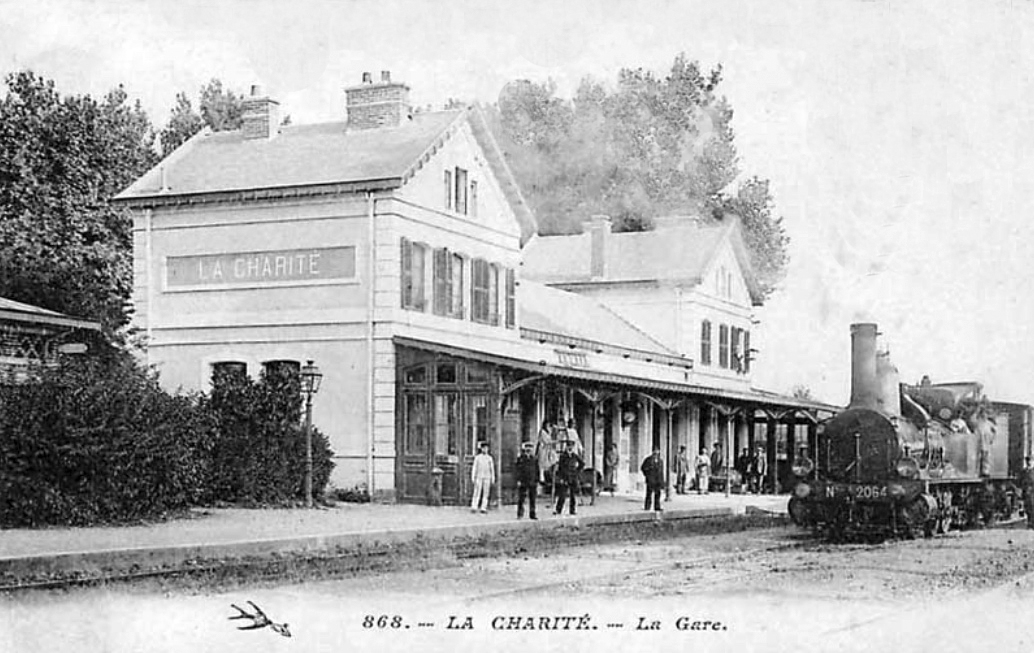
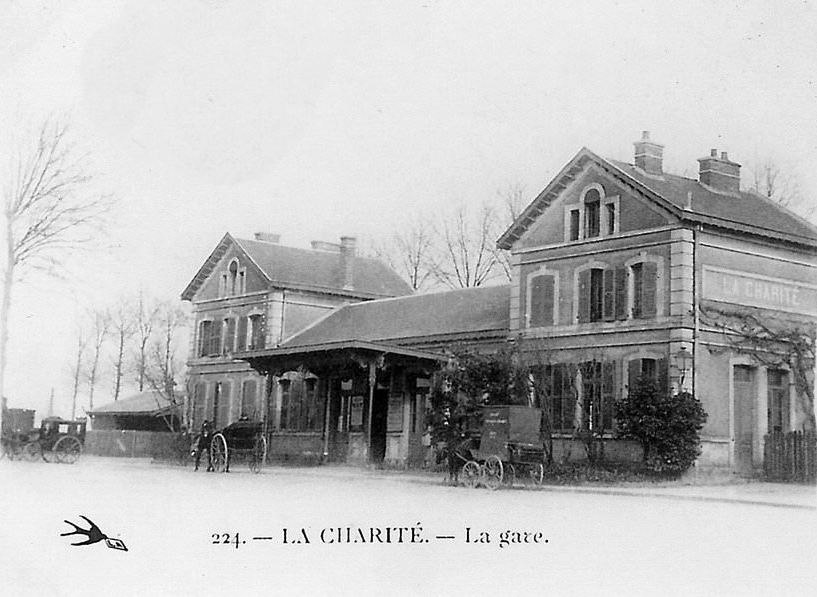

### Gare SNCF (depuis 1938)
Lors de la préparation de la ligne à l'électrification, au début des années 1980, les installations de la gare sont rénovées, notamment « les quais sont adaptés aux possibilités de la traction électrique ». La voie de garage centrale est supprimée pour permettre le déplacement de la voie 2 afin de faciliter « l'implantation de la signalisation et des communications de changement de voie », et on y installe des communications à entrée directe entre les voies principales. « Ces nouvelles installations permettent les garages ou les demi-tours des circulations de rodage en provenance de l'atelier du matériel de Nevers » .
En 1985, c'est une gare de troisième classe ouverte aux services des voyageurs et des marchandises ; son trafic annuel de voyageurs est de 50 353 billets et de 2 350 abonnements et son trafic de marchandises, notamment des céréales, représente un total de 18 547 tonnes à la réception et de 6 101 tonnes à l'expédition.

## Fréquentation
En 2022, selon les estimations de la SNCF, la fréquentation annuelle de la gare est de 193 780 voyageurs.

## Service des voyageurs

### Accueil
Gare SNCF, elle dispose d'un bâtiment voyageurs avec guichet ouvert tous les jours. Elle est équipée de distributeurs automatiques de titres de transport TER et de divers services. 

### Desserte
La Charité est desservie par des trains TER Bourgogne-Franche-Comté, circulant entre Nevers et Cosne-sur-Loire et entre Paris-Bercy et Nevers.

Installations et desserte
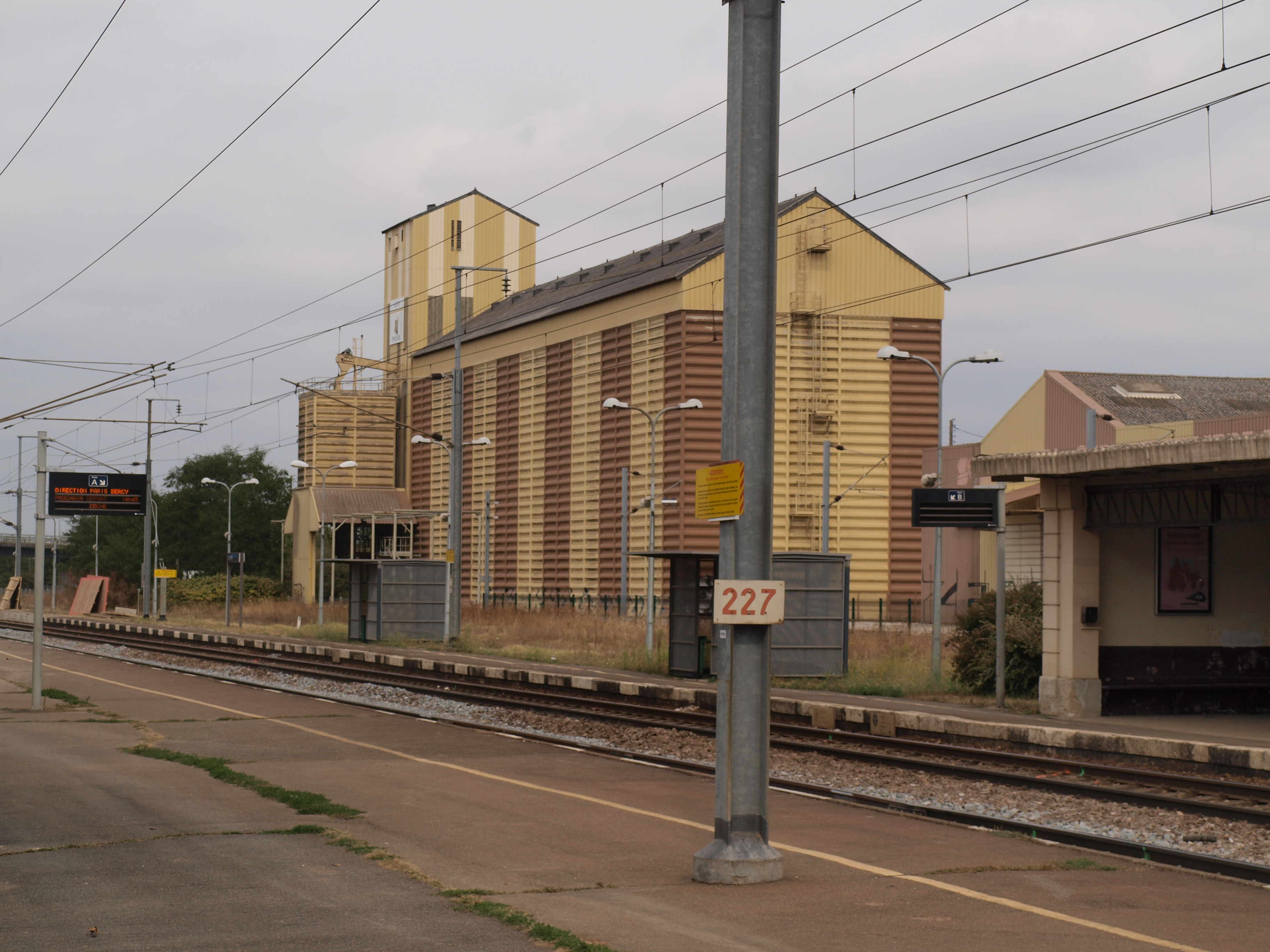
Voies, quais et abris.
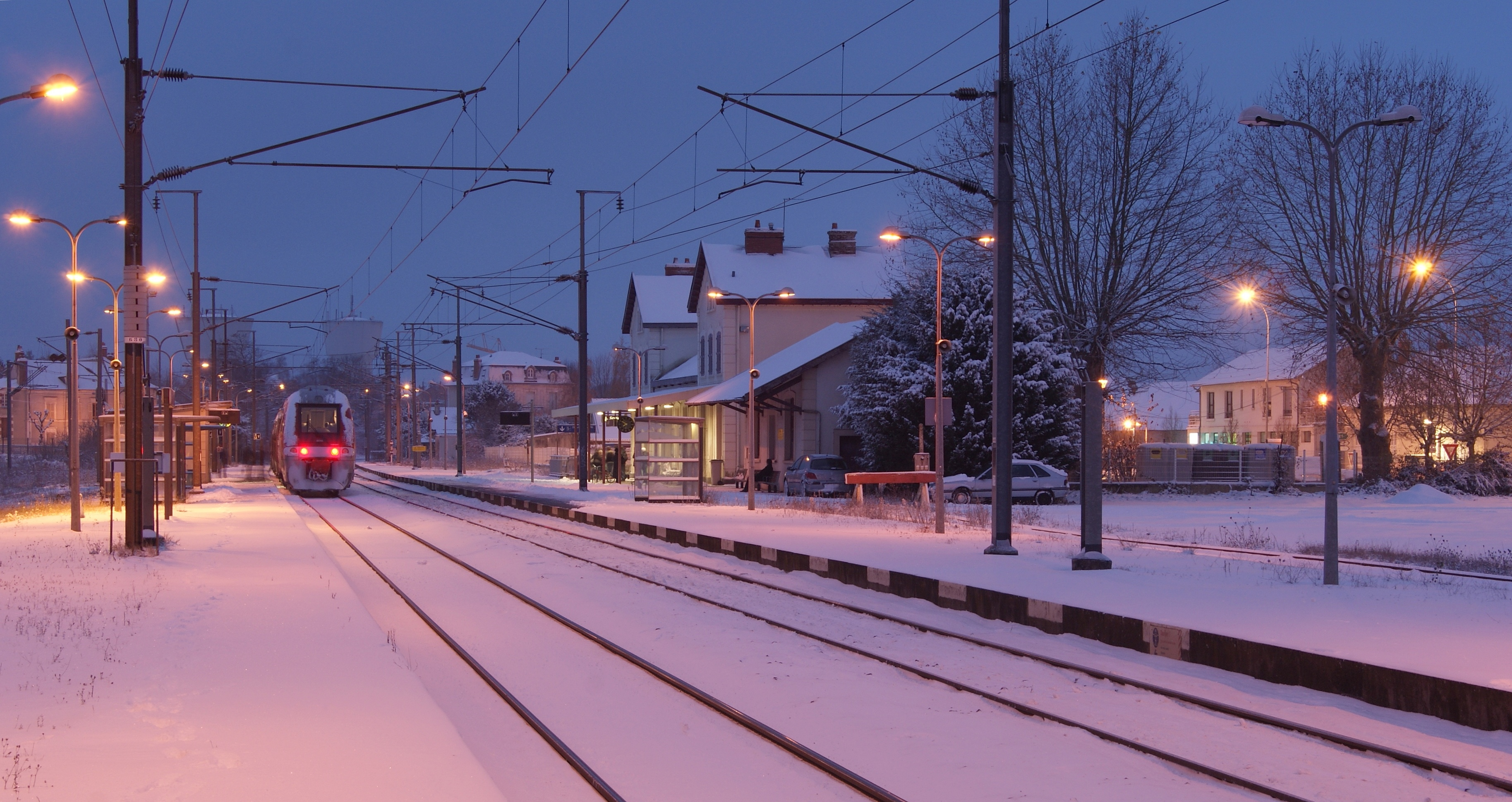
Desserte sous la neige en 2010.

### Intermodalité
Un parc pour les vélos et un parking sont aménagés à proximité.

## Patrimoine ferroviaire
La gare dispose de son bâtiment voyageurs d'origine, toujours en service